# Liste der Resolutionen des UN-Sicherheitsrates (1949)
Diese Liste der Resolutionen des UN-Sicherheitsrates nennt die 12 vom Sicherheitsrat der Vereinten Nationen im Jahre 1949 verabschiedeten Resolutionen.
| Nummer | Beschluss vom | Gegenstand                                                                               | Mission |
| ------ | ------------- | ---------------------------------------------------------------------------------------- | ------- |
| 67     | 28. Januar    | Indonesischer Unabhängigkeitskrieg                                                       |         |
| 68     | 10. Februar   | Rüstungsbeschränkungen und Abrüstung                                                     |         |
| 69     | 4. März       | Aufnahme Israels als neues Mitglied in die Vereinten Nationen                            |         |
| 70     | 7. März       | Treuhandgebiete                                                                          |         |
| 71     | 27. Juni      | Internationaler Strafgerichtshof                                                         |         |
| 72     | 11. August    | Situation in Palästina                                                                   |         |
| 73     | 11. August    | Situation in Palästina                                                                   |         |
| 74     | 16. September | United States Atomic Energy Commission                                                   |         |
| 75     | 27. September | Rückerstattung von Reisekosten für Repräsentanten verschiedener Staaten auf UN-Missionen |         |
| 76     | 5. Oktober    | Zukünftige Kosten von UN-Militärbeobachtern in Indonesien                                |         |
| 77     | 11. Oktober   | Rüstungsbeschränkungen und Abrüstung                                                     |         |
| 78     | 18. Oktober   | Rüstungsbeschränkungen und Abrüstung                                                     |         |